# 모토분

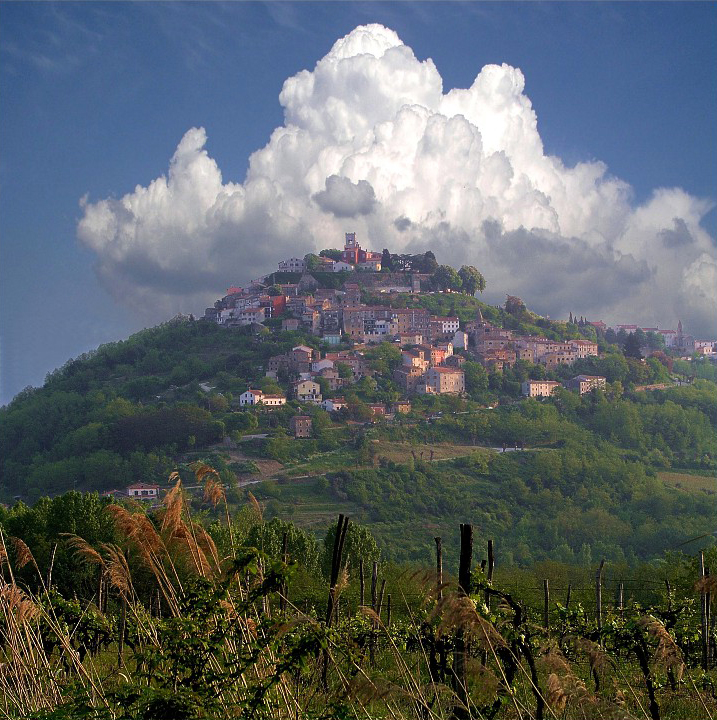
모토분

모토분(크로아티아어: Motovun, 이탈리아어: Montona / Montona d'Istria)은 크로아티아 이스트라주에 위치한 도시로 면적은 32km2, 높이는 277m, 인구는 983명(2001년 기준), 인구 밀도는 31명/km2이다. 이스트라반도 중부에 위치한다.